# Мері Поппінс (фільм)
«Мері Поппінс» (англ. Mary Poppins) — американська музична кінострічка 1964 року режисера Роберта Стівенсона із піснями авторства братів Шерманів, спродюсована Волтом Діснеєм.

## Зміст
Родині Бенксів необхідна нянька для їхніх маленьких дітей. Раптово, немов за помахом чарівної палички, з'являється слушна кандидатура. Дівчина просто ідеальна доглядальниця — вона розумна, добра і все робить найкращим чином. Але таке може статися тільки в казці, і в якомусь сенсі так воно і є, адже над дітьми взяла опіку справжня чарівниця.

## Ролі
| Актор             | Роль                           |
| ----------------- | ------------------------------ |
| Джулія Ендрюс     | Мері Поппінс                   |
| Дік Ван Дайк      | Берт/містер Доуес-старший      |
| Девід Томлінсон   | Джордж Бенкс                   |
| Глініс Джонс      | місіс Вініфред Бенкс           |
| Герміона Бадделей | Еллен                          |
| Карен Дотріс      | Джейн Бенкс                    |
| Меттью Гарбер     | Майкл Бенкс                    |
| Ельза Ланчестер   | няня Кеті                      |
| Артур Трічер      | констебль                      |
| Реджинальд Оуен   | адмірал                        |
| Ед Вінн           | дядько Альберт                 |
| Джейн Дарвелл     | пташниця                       |
| Рита Шоу          | місис Брілл                    |
| Доуз Батлер       | пінгвін/черепаха (озвучування) |

### Нагороди
- 1965 — Премія «Оскар»
  - Найкраща акторка — Джулія Ендрюс
  - Найкращі візуальні ефекти
  - Найкращий монтаж — Коттон Ворбертон
  - Найкраща музика (оригінальна пісня) — Річард Шерман, Роберт Шерман (пісня «Chim Chim Cher — ee»)
  - Найкраща музика (оригінальний саундтрек) — Річард Шерман, Роберт Шерман
- 1965 — Премія BAFTA
  - Найкращий новачок в головній ролі — Джулія Ендрюс
- 1965 — Премія «Золотий глобус»
  - Найкраща акторка комедії/мюзиклу — Джулія Ендрюс
- 1965 — Премія «Греммі»
  - Найкращий оригінальний саундтрек — Річард Шерман, Роберт Шерман

### Номінації
- 1965 — Премія «Оскар»
  - Найкращі декорації
  - Найкраща операторська робота — Едвард Колмен
  - Найкращі костюми — Тоні Волтон
  - Найкращий режисер — Роберт Стівенсон
  - Найкращий запис музики — Ірвін Костал
  - Найкращий фільм — Волт Дісней, Білл Волш
  - Найкращий звук
  - Найкращий сценарій — Білл Волш, Дон ДаГраді
- 1965 — Премія «Золотий глобус»
  - Найкраща комедія/мюзикл
  - Найкращий актор комедії/мюзиклу — Дік Ван Дайк
  - Найкраща оригінальна музика — Річард Шерман, Роберт Шерман

## Знімальна група
- Режисер — Роберт Стівенсон
- Сценарист — Білл Волш, Дон ДаГраді, Памела Ліндон Треверс
- Продюсер — Волт Дісней, Білл Волш
- Композитор — Річард Шерман, Роберт Шерман, Ірвін Костел